# Restauración de arrecifes coralinos

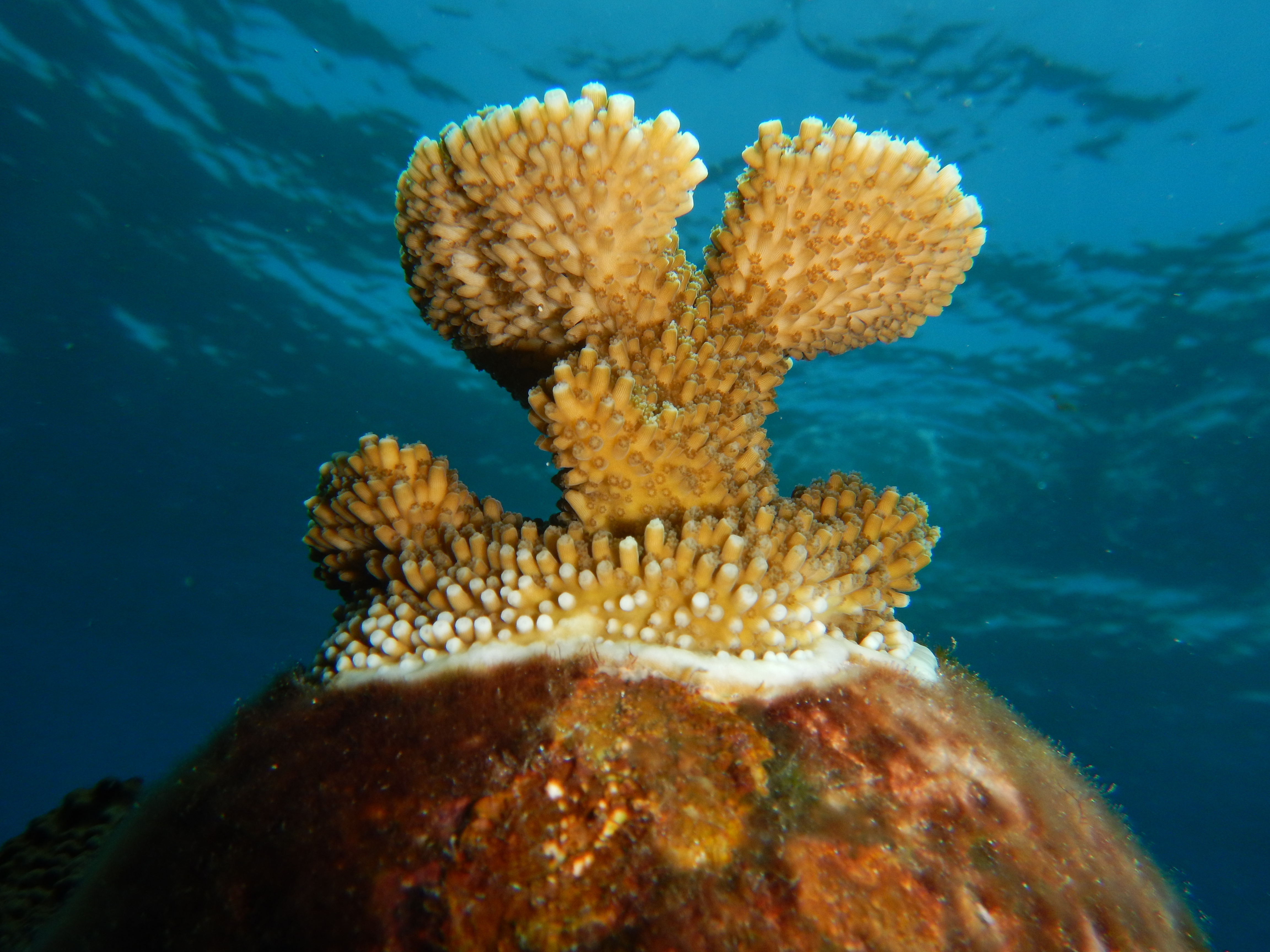
Colonia de coral cuernos de alce (Acropora palmata) sembrada en un sustrato artificial durante un programa de restauración.

La Restauración de arrecifes coralinos es una técnica que se emplea para recuperar la estructura de sitios arrecifales dañados y mejorar su función ecosistémica. Esta práctica ha cobrado importancia en las últimas décadas debido a la creciente degradación de estos ecosistemas a causa de actividades humanas y amenazas globales. El informe titulado La restauración de los arrecifes: una guía sobre el método de restauración de los corales, publicado el 18 de enero de 2021 marca el inicio de la década de las Naciones Unidas sobre la Restauración de Ecosistemas.
En la región del Caribe, las técnicas de restauración de arrecifes coralinos se enfocan principalmente en el repoblamiento de corales del género Acropora spp, siendo común la producción de colonias mediante el método de jardinería de coral, el establecimiento de viveros marinos y más recientemente la producción de reclutas sexuales a través de la colecta de gametos.